# Erich Mielke
Erich Fritz Emil Mielke, né le 28 décembre 1907 à Berlin et mort le 21 mai 2000 à Berlin, est un homme politique communiste allemand, ministre de la Sécurité d'État de la République démocratique allemande de 1957 à 1989.

## Biographie
Erich Mielke naît en 1907 au sein d'une famille ouvrière du quartier de Wedding à Berlin. Son père, un charron, est membre du Parti social-démocrate d'Allemagne (SPD) puis du Parti communiste d'Allemagne (KPD) partir de 1920. Le quartier de Wedding est alors une place-forte du parti communiste berlinois. Erich Mielke suit des études au Gymnasium mais arrête sa scolarité et entame un apprentissage dans une entreprise de livraisons. À 13 ans, il est membre de la Ligue des jeunes communistes d'Allemagne puis il rejoint le KPD. Au chômage en 1931, il intègre le service d'auto-protection du parti, groupe armé faisant office de service d'ordre mais se livrant aussi à des actions violentes : c'est là que Mielke apprend la fidélité et l'obéissance au parti.
De 1928 à 1931, il travaille comme correspondant local du journal du KPD, Die Rote Fahne. Poursuivi pour le meurtre de deux policiers en 1931, Mielke fuit en Union soviétique et suit les cours de l'École internationale Lénine de 1932 à 1935. Il y intervient en qualité de lecteur sur les questions militaires de 1935 à 1936. L'Union soviétique où il séjourne alors est celle des grandes purges avec ses procès, ses condamnations et ses exécutions, mais cela n'émousse pas l'admiration d'Erich Mielke pour Staline, dont il déclare qu'il était pour lui « un modèle et un maître ». Il part combattre dans les Brigades internationales pendant la guerre d'Espagne, où il sert sous le nom de code Fritz Leistner. Ayant le grade de capitaine, Mielke a déclaré qu'il était principalement chargé d'assister l'État-major dans le commandement de la XIe et de la XIVe Brigade ainsi que de fonctions d'« officier cadre » dans la 27e division. En revanche, les combattants espagnols, dont Walter Janka, se souviennent de Mielke comme officier du Servicio de Investigación Militar (SIM), la police secrète stalinienne en Espagne. Entre autres, Mielke a été impliqué dans la mise en œuvre des purges staliniennes dans les troupes républicaines. Il est ensuite actif au sein des partis communistes belges et français. Après une tentative de fuite au Mexique, il se fait passer pour un Letton sous le nom de Richard Hebel ; arrêté en 1944, il est contraint au travail forcé au sein de l'Organisation Todt, qui le ramène à Berlin au printemps 1945 (son prétendu retour à Berlin aux côtés de la « glorieuse Armée rouge » est une légende).
Il devient en juin 1945 chef de l'Inspection de la police à Berlin-Lichtenberg, et directeur du Service Police Justice du comité central du parti communiste en décembre avant de devenir l'un des adjoints de Wilhelm Zaisser, le premier chef de la Stasi (ministre de la Sécurité d'État). Mielke est avant tout connu pour son rôle dans l'organisation du système de surveillance généralisé en RDA et devient lui-même chef de la Stasi en 1957, poste qu'il occupe jusqu'en 1989. La Stasi est alors, dans les années 1950, fortement encadrée par des instructeurs soviétiques qui en choisissent les cadres, définissent les procédures et décident des opérations. Elle participe activement à la mise en place de purges et de procès-spectacles, calqués sur les purges staliniennes, et visant des camarades militants communistes de longue date, ainsi que des sociaux-démocrates, des chrétiens et d'autres qualifiés de « capitalistes ». La Stasi procède également à cette époque à des enlèvements de personnes à Berlin-Ouest, parfois livrées à l'Union soviétique. L'année de sa nomination, Erich Mielke pèse de son poids pour que la peine de mort soit maintenue pour les cas de haute trahison, contre l'avis de la ministre de la Justice Hilde Benjamin. En 1961, il fait partie de l'équipe de coordination pour l'édification du mur de Berlin.
Mielke assume en outre diverses fonctions officielles (il est ainsi membre de la Volkskammer de 1958 à 1989) et devient en particulier membre du bureau politique du comité central du Parti socialiste unifié d'Allemagne (SED) en 1976, après la mise à l'écart de Walter Ulbricht et l'arrivée au pouvoir d'Erich Honecker. Il est alors considéré comme le deuxième homme du pouvoir est-allemand, ayant avec Honecker un entretien en privé juste après chaque réunion du bureau politique.
Durant la période 1953-1989, il reste président du club omni-sport du SV-Dynamo. Il est désigné aussi président d'honneur du BFC.
Lors des manifestations du lundi en 1989, il est partisan de réprimer les manifestants. Mais en novembre 1989, dans les jours qui précèdent la chute du mur de Berlin, Mielke démissionne de ses postes les plus importants (avec le reste du gouvernement Stoph et du comité central du SED). Privé de son mandat de député quelques jours plus tard, il est exclu du parti puis incarcéré début décembre.
En décembre 1989, les services du parquet militaire de la RDA procèdent à la fouille des bureaux de Mielke à la Centrale de la Stasi afin d'empêcher la destruction de dossiers et documents. Ils découvrent alors une valise rouge, qui contient des documents compromettants sur le passé du dirigeant est-allemand Erich Honecker, documents qui pour les procureurs militaires étaient destinés à faire chanter Honecker le cas échéant. 
Il ne sera pas jugé pour ses actes à la tête de la Stasi, mais condamné en 1993 à six ans de prison pour l'assassinat des deux policiers en 1931. Les autres procédures judiciaires lancées contre lui sont abandonnées car il est déclaré inapte à comparaître.
Libéré en 1995, il meurt en 2000 dans une maison de retraite de Berlin-Neu-Hohenschönhausen. Ses obsèques ont lieu au Mémorial des socialistes du cimetière central de Berlin-Friedrichsfelde.
Il est décoré six fois de l'ordre de Karl-Marx parmi 266 distinctions, dont le titre de Héros de l'Union soviétique et l'ordre de Scharnhorst.
Les bureaux dans lesquels Erich Mielke exerça ses fonctions sont toujours visibles au musée de la Stasi, situé dans l'ancienne centrale de la sécurité d’État à Berlin-Lichtenberg.

## Valise rouge
Une valise de cuir rouge a été découverte dans un coffre-fort de la Stasi, après la chute du mur de Berlin. Elle contenait des documents compromettants sur Erich Honecker, dirigeant de la RDA de 1971 à 1989.
Les documents de la valise, révélés par la justice ouest-allemande, dataient de l'époque nazie et laissent supposer que Honecker ait pu donner des informations sur certains de ses camarades durant son emprisonnement par les nazis.
Cette valise était probablement utilisée comme moyen de chantage par Mielke sur Honecker afin de garder son poste à la Stasi. De même, elle a peut-être été la cause de l'éviction de Honecker de la tête de la RDA en 1989.
Elle est visible dans le musée de la Stasi.

## Dans la fiction
En 2015 sort le docudrame Erich Mielke – Meister der Angst (de) (Erich Mielke, Maître de la peur) de Jens Becker (de) (partie fiction) und Maarten van der Duin (partie documentaire), mêlant scènes de fiction et documents d'archives. Le film décrit le fonctionnement du système Mielke, l'étendue de son pouvoir et sa chute.
 Vert-de-gris, roman de Philip Kerr, évoque le parcours d'Erich Mielke. Le personnage réapparaît dans un autre roman du même auteur, Bleu de Prusse.
Dans La Vengeance des cendres de Harald Gilbers, paru en 2018 sous le titre original Totenliste, le meurtre des policiers Anlauf et Lenck est évoqué, ainsi que l'implication de Mielke et sa fuite en Union soviétique.
En 2021, dans la série allemande Kleo de Netflix, le chef de la Stasi Erich Mielke est l'un des personnages.
Voir aussi la série télévisée Kleo.